# Elektrophorese
Elektrophorese (veraltet Kataphorese oder Anaphorese) bezeichnet die Wanderung geladener kolloidaler Teilchen oder gelöster geladener Moleküle in einem elektrischen Feld. Typischerweise handelt es sich dabei um Zwitterionen mit einer positiven oder negativen Nettoladung.

## Beschreibung
Die Driftgeschwindigkeit (auch „Wanderungsgeschwindigkeit“) {\displaystyle v} der kolloidalen Teilchen oder Moleküle, typischerweise Proteine oder Nukleinsäuren, ist bei der Elektrophorese
- proportional zur Feldstärke {\displaystyle E} und zur Ionenladung {\displaystyle Q}
- umgekehrt proportional zum Teilchenradius {\displaystyle r} und zur Viskosität {\displaystyle \eta } des Stoffes.

Außerdem spielt das Ionenmilieu der Lösung, in dem elektrischer Strom fließt, eine wesentliche Rolle.
Physikalische Ursache der Bewegung ist die Scherkraft in der elektrischen Doppelschicht, die das Kolloid umgibt (Stern-Doppelschicht) und die geladene Flüssigkeit in relative Bewegung zum Makromolekül setzt.
Bei der Gelelektrophorese spielt auch das Verhältnis zwischen dem Teilchenradius und der Porenweite des als Trägermedium dienenden Gels eine Rolle, weil das Gel je nach Vernetzungsgrad als Molekularsieb wirken kann, so dass sich ein größerer Teilchenradius stärker hemmend auf die Wanderungsgeschwindigkeit auswirken kann, als nur durch die Viskosität allein zu erwarten wäre.
Durch die unterschiedliche Ionenladung und den Teilchenradius bewegen sich die einzelnen Stoffe (Moleküle) unterschiedlich schnell durch das Trägermaterial und erreichen eine Auftrennung entsprechend ihrer elektrophoretischen Mobilität. Damit eignet sich die Elektrophorese sehr gut zur Trennung von Stoffgemischen (insbesondere Molekülgemischen). Als Trägermaterial können Flüssigkeiten, Gele (meistens Polyacrylamid oder Agarose) oder Feststoffe eingesetzt werden.
Agarose-Gele kommen vor allem bei der Auftrennung von DNA-Fragmenten zum Einsatz, während Proteine meist in Polyacrylamid-Gelen aufgetrennt werden. Als Verfahren kommen bei Proteinen überwiegend SDS-PAGE und Western Blot zum Einsatz. Proteine müssen als Zwitterionen mit zusätzlichen Ladungen durch ein Detergens wie Natriumdodecylsulfat (englisch sodium dodecyl sulfate, SDS) beladen werden, um von einer Auftrennung nach den heterogenen Ladungsdichten zu einer Auftrennung nach der Molekülmasse zu kommen. Durch Zugabe von SDS und Aufkochen (Denaturieren) adsorbieren die Proteine proportional zu ihrer aufgefalteten Länge (und auch proportional zur Molekülmasse) das aliphatische Ende des negativ-geladenen Natriumlaurylsulfats. Dabei binden circa 1,4 Gramm SDS pro Gramm Protein in einprozentigen SDS-Lösungen. Die negativ geladenen Sulfatgruppen der SDS-Moleküle stoßen sich gegenseitig ab, was die Auffaltung (Linearisierung) der Proteine fördert, sofern das Protein keine Disulfidbrücken aufweist. Daher werden bei der Molmassenbestimmung zusätzlich Reduktionsmittel zur Überführung der Disulfide in Thiole hinzugegeben. Da mehrere hundert negativ geladene SDS-Moleküle an die Proteinmoleküle binden, kann die Eigenladung der Proteine im basischen pH des Gels vernachlässigt werden.

## Elektrophoretische Mobilität

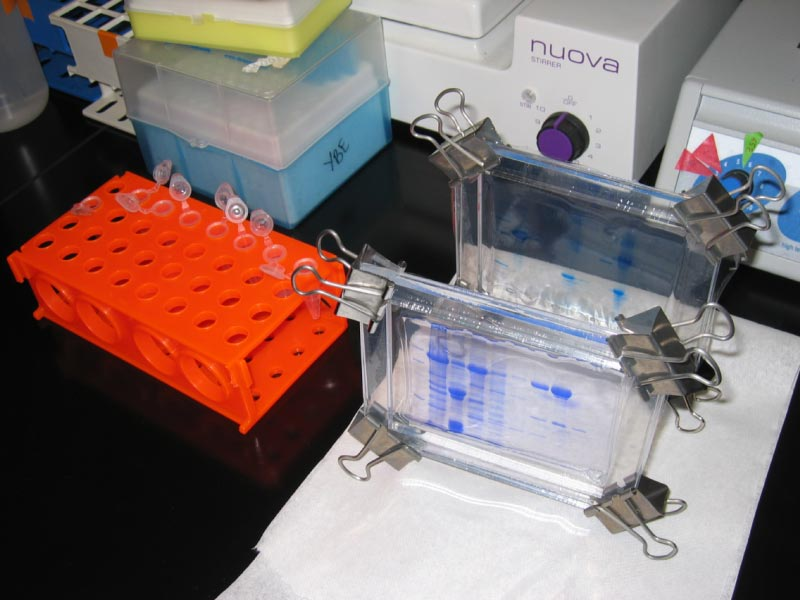
Zwei SDS-Gele nach dem Ende des Probenlaufs und Färbung der Proteinbanden mit Coomassie

Die elektrophoretische Mobilität von zwei zu trennenden Teilchen muss unterschiedlich sein, um eine Trennung mittels Elektrophorese zu erreichen. Die elektrophoretische Mobilität ist die Summe vieler physikalischer Faktoren, die letztendlich die Wanderungsgeschwindigkeit eines Teilchens während der Elektrophorese beeinflussen.
Die generell treibende Kraft, die die Bewegung der Teilchen hervorruft, ist die Kraft {\displaystyle F}, die auf ein Teilchen mit bestimmter Ladung {\displaystyle q} innerhalb eines elektrischen Feldes mit gegebener Feldstärke {\displaystyle E} wirkt:
{\displaystyle F=q\cdot E}
Dem entgegen wirkt zunächst eine Kraft, die sich durch die Viskosität {\displaystyle \eta } und die Größe des Teilchens (idealisiert für sphärische Teilchen: {\displaystyle 6\cdot \pi \cdot r}) ergibt, und nach dem Gesetz von Stokes berechnet werden kann:
{\displaystyle F=6\cdot \pi \cdot r\cdot \eta \cdot v}
Aus diesen beiden Gleichungen ergibt sich die theoretische elektrophoretische Mobilität bzw. Ionenbeweglichkeit: 
{\displaystyle \Rightarrow \mu _{e,p}^{0}={\frac {v}{E}}={\frac {q}{6\cdot \pi \cdot r\cdot \eta }}}
Theoretisch aus dem Grund, da diese beiden Gleichungen nur für einen idealisierten, trägerfreien Zustand mit unendlich verdünntem (praktisch salzfreien, was jedoch dem Prinzip der Elektrophorese widerspricht, da Salzionen als bewegliche Ladungsträger benötigt werden) Elektrolyten gelten. Weiterhin wird dabei angenommen, dass die beschleunigende Kraft der Reibungskraft entspricht und daher eine konstante Wanderungsgeschwindigkeit vorherrscht.
In realen Systemen kommen weitere Faktoren zum Tragen wie
- die Reibung zwischen den Hydrathüllen (elektrophoretischer Effekt)
- die Deformation der Ladungsverteilung als Relaxation im elektrischen Feld (dissipativer Effekt, siehe Ionenatmosphäre)
- der Dissoziationsgrad des Elektrolyten
- Effekte durch das Trägermaterial (Molekularsieb-, Elektroosmose- und Adsorptionseffekte).

Während traditionelle Theorien davon ausgehen, dass elektrophoretische Aktivität eines Teilchens eine Nettoladung des Teilchens voraussetzt, legen neue Ergebnisse aus Molekulardynamiksimulationen nahe, dass aufgrund der molekularen Struktur des Wassers an der Oberfläche auch ungeladene Teilchen elektrophoretische Aktivität zeigen können.
Offord fand empirisch folgende Beziehung zwischen der Mobilität und der Nettoladung {\displaystyle Z} und der Molmasse {\displaystyle M}:
{\displaystyle \mu ={\frac {Z}{M^{2/3}}}}

## Wärme
Die maximale anlegbare Spannung wird durch die Erwärmung des Gels begrenzt, die durch Reibungseffekte der wandernden Moleküle entsteht. Die Wärme kann zu ungleichmäßiger Wanderung der Moleküle führen, vermehrt die Diffusion (resultierend in unschärferen Banden) und kann die Moleküle denaturieren. Die Wärmeentwicklung wird von der angelegten Spannung und der elektrischen Leitfähigkeit des verwendeten Systems bestimmt, insbesondere von der Leitfähigkeit des Elektrophoresepuffers.

## Arten
- Affinitätselektrophorese
- Agarose-Gelelektrophorese
  - SDD-AGE
- Dichtegradientenelektrophorese (trägerfreie Elektrophorese)
- Diskontinuierliche Elektrophorese
- Elektroosmose tritt bei elektrophoretischen Prozessen auf
- Elektrofokussierung
- Free-Flow-Elektrophorese
- Gelelektrophorese
  - 2D-Gelelektrophorese (zweidimensionale Elektrophorese)
- Gradientenelektrophorese
- Dielektrophorese
- Immunelektrophorese
- Isoelektrische Fokussierung tritt bei elektrophoretischen Prozessen auf
- Kapillarelektrochromatographie
- Kapillarelektrophorese
- Lipidelektrophorese
- Western Blot
- Isotachophorese
- Polyacrylamid-Gelelektrophorese
  - BAC-PAGE
  - CTAB-PAGE
  - Nativ-PAGE
  - SDS-PAGE (SDS-Polyacrylamidgel-Elektrophorese)
- Pulsed-Field-Gelelektrophorese
- Serumelektrophorese
- Überwanderungselektrophorese
- Zonenelektrophorese

## Anwendung
Angewandt wird die Elektrophorese vor allem als Analyseverfahren in der Biologie und Medizin. Zu den wichtigsten Anwendungen gehören die Serumelektrophorese sowie die DNA-Analyse in Form von Fragmenten und DNA-Sequenzierung. Hierbei wird die Möglichkeit genutzt, Moleküle unterschiedlicher Länge voneinander zu trennen.
Zur Bestimmung der Messwerte eines Geles, wie z. B. Laufweiten, Molmassen, Quantifizierungen oder Normalisierung, wird eine spezialisierte Auswertesoftware genutzt. Auch zur Trennung von Proteinen und für die hochtechnologischen Verfahren der Proteomforschung bildet die Elektrophorese die Grundlage.
Die graphische Darstellung der Ergebnisse ist ein Elektropherogramm. Neben den analytischen Verfahren werden zur Gewinnung von Milligramm-Mengen gereinigter Proteine auch präparative Elektrophoreseverfahren eingesetzt (u. a. Free-Flow-Elektrophorese).
Weitere, technische Anwendungen:
- Elektronisches Papier
- Kathodische Tauchlackierung
- Elektrofiltration

## Geschichte
Elektrophoretische Effekte wurden erstmals 1807 von Pjotr Iwanowitsch Strachow und Ferdinand Friedrich von Reuß untersucht. Die Elektrophorese wurde (als Makro-Elektrophorese) 1937 von Arne Tiselius entwickelt, als Methode, mit der Kolloide in einer Trägerflüssigkeit in einem elektrischen Feld getrennt werden konnten (englisch moving boundary electrophoresis ‚Elektrophorese mit beweglicher Grenzschicht‘). Tiselius erhielt dafür 1948 den Nobelpreis für Chemie. In den 1940er-Jahren wurden zunehmend feste Phasen zur besseren Trennung verwendet (englisch zone electrophoresis ‚Zonenelektrophorese‘), wie das Stärkegel von Oliver Smithies oder auch Filterpapier. Da diese zur mikrobiellen Zersetzung neigen, wurden in Folge auch andere Hydrogele verwendet, z. B. Agarose oder Polyacrylamid. Als Weiterentwicklung der Makro-Elektrophorese nach Tiselius gewannen für die Klinik brauchbarere mikroelektrophoretische Methoden an Bedeutung, wie sie von H. J. Antweiler, Wolfgang Grassmann, Hans-Diedrich Cremer, Tiselius und H. Esser entwickelt wurden. Während in den 1950er-Jahren oftmals noch eine radiale Elektrophorese auf runden Scheiben durchgeführt wurde (englisch radial electrophoresis ‚Scheiben-Elektrophorese‘), werden heute fast ausschließlich rechteckige Gele (englisch slab gel electrophoresis ‚Gelplatten-Elektrophorese‘) oder Gele in Kapillaren verwendet.